# Jean Monnet
Jean Omer Marie Gabriel Monnet (Cognac, 9 de noviembre de 1888-Yvelines, 16 de marzo de 1979) fue un político, hombre de negocios y banquero de inversiones francés que, junto con Konrad Adenauer, Robert Schuman y Alcide De Gasperi, es considerado «Padre de Europa», en referencia a su papel fundador en los inicios de la actual Unión Europea, por haber sido el primer presidente de la Alta Autoridad de la Comunidad Europea del Carbón y del Acero, en el marco del Plan Schuman. Posteriormente, continuó jugando un papel importante en la integración europea durante toda su vida.

## Biografía
Procedente de una familia de comerciantes en Cognac, Jean Monnet inició su carrera dentro de la empresa familiar. Con tan sólo 17 años, recibió el encargo paterno de abrir mercados internacionales para la producción de la bodega que su familia poseía en Cognac. A los 18 se fue a Winnipeg. "No lleves libros. Nadie puede pensar por ti. Mira por la ventana, habla a las personas. Presta atención a quien está a tu lado", le dijo su padre.
Durante la Primera Guerra Mundial propuso al presidente del consejo de Francia la coordinación de los recursos aliados.
En San Francisco participó en la creación de un banco de inversión, que se vio afectado por la Gran Depresión, hecho al cual se refirió en sus memorias: "Los hombres sólo aceptan el cambio resignados por la necesidad y sólo ven la necesidad durante las crisis". También trabajó en Shanghái para el gobierno de Chiang Kai-chek.

## Posguerra de la Segunda Guerra Mundial

### Plan Monnet
El Plan Monnet (1946-1950) fue en efecto el primer plan quinquenal de modernización y equipamiento, un plan para la reconstrucción económica nacional que se basó sobre manera en los planes franceses anteriores para convertir a Francia en el mayor productor de acero de Europa. El objetivo de Monnet era modernizar la economía francesa para hacerla internacionalmente competitiva, especialmente frente a las exportaciones alemanas. Para llevar a cabo sus planes, creó el Comisariado de Planificación y lo consolidó en la burocracia francesa. Alemania fue vista como una herramienta necesaria para llevar a cabo los planes. La producción de acero planificada de aumentar a 15 millones de toneladas de acero al año, nada más podría lograrse reemplazando las exportaciones de acero alemanas anteriores,  y aumentando las importaciones de carbón y coque alemanes, haciendo que el control de este recurso alemán fuera vital.
Las propuestas francesas para el área abastada por los yacimientos de carbón alemanes al este del río Rin habían sido hechas desde finales de 1945, para convertirlo en un Estado Internacional con su propia moneda y costumbres y supervisado por una Autoridad internacional que incluiría a Estados Unidos y Francia. Parte de la razón de estas propuestas fue explicada en Estados Unidos en 1946 por un funcionario de la Oficina de Relaciones Exteriores de Francia: «Con el objetivo de la seguridad militar, preferimos aumentar la de acero francés en detrimento de la región del Ruhr». Los planes franceses para la expansión industrial requirieron un millón adicional de trabajadores durante cuatro años, y Francia planeó mantener durante el mayor tiempo posible los prisioneros alemanes empleados en la minería , la agricultura y la reconstrucción.
Gran Bretaña y Estados Unidos, en general se mostraron reacios a acceder a las demandas francesas, ya que temían que esto aportaría una mayor influencia rusa.
Las memorias de Monnet no muestran evidencia sólida de interés en la unidad europea antes de abril de 1948, cuando se dio cuenta de que era un objetivo central de los Estados Unidos. Después le escribió a Robert Schuman, que para evitar los peligros actuales únicamente había una solución; «Solo sería posible mediante la creación de una federación del oeste».

### Acuerdo Blum-Byrnes
Desde 1936, el gobierno francés protegía a la industria cinematográfica nacional con una cuota de importación que restringía las obras extranjeras. En los primeros cuatro años el límite era de 188 películas extranjeras por año, y durante la ocupación nazi solo podía exhibirse cine de las potencias del Eje. Al término de la Segunda Guerra Mundial la economía francesa estaba sumida en la recesión, pero el sector cinematográfico era el segundo que más empleo aportaba.
Para reconstruir la economía nacional, el diplomático Jean Monnet negoció un acuerdo de libre mercado con el gobierno de Harry S. Truman. Los Estados Unidos condonaban 2800 millones de dólares de deuda francesa, principalmente préstamos de la Primera Guerra Mundial, y otorgaban ayudas a condiciones ventajosas, entre ellos una aportación directa de 300 millones de dólares, reembolsables en 35 años, y un préstamo bancario de 650 millones a través del Eximbank.
Como contrapartida se eliminaban varias cuotas de importación que protegían al mercado interior. La más importante fue la restricción del cine, reemplazada por una cuota de emisión: las salas francesas debían dedicar cuatro de cada trece semanas al cine francés, y el resto estaban abiertas a una libre competencia que en la práctica beneficiaba a la industria de Hollywood, pues era la mayor productora mundial de cine.

### Integración europea
En 1943, durante la Segunda Guerra Mundial, Monnet planteó ya sus ideales europeístas: "No habrá paz en Europa, si los Estados se reconstruyen sobre una base de soberanía nacional (...) Los países de Europa son demasiado pequeños para asegurar a sus pueblos la prosperidad y los avances sociales indispensables. Esto supone que los Estados de Europa se agrupen en una Federación.
Partiendo del planteamiento que Arístides Briand expuso en 1929, Monnet reelaboró la idea de la unidad europea fundamentándola en una base económica solidaria, e imprescindible para alcanzar la posterior unión política. Con tal propósito participó en 1948 en la creación del Consejo de Europa en La Haya.
Tras el fin de la Segunda Guerra Mundial en Europa, Monnet se concentró en la búsqueda de una solución al principal problema de las relaciones Alemania-Francia: el acceso a la producción de carbón y acero en la cuenca del Ruhr, que anteriormente había servido al rearme de los Ejércitos alemanes. Entonces propuso crear una institución que garantizara el acceso a dichos recursos a los dos países.

#### Plan Schuman

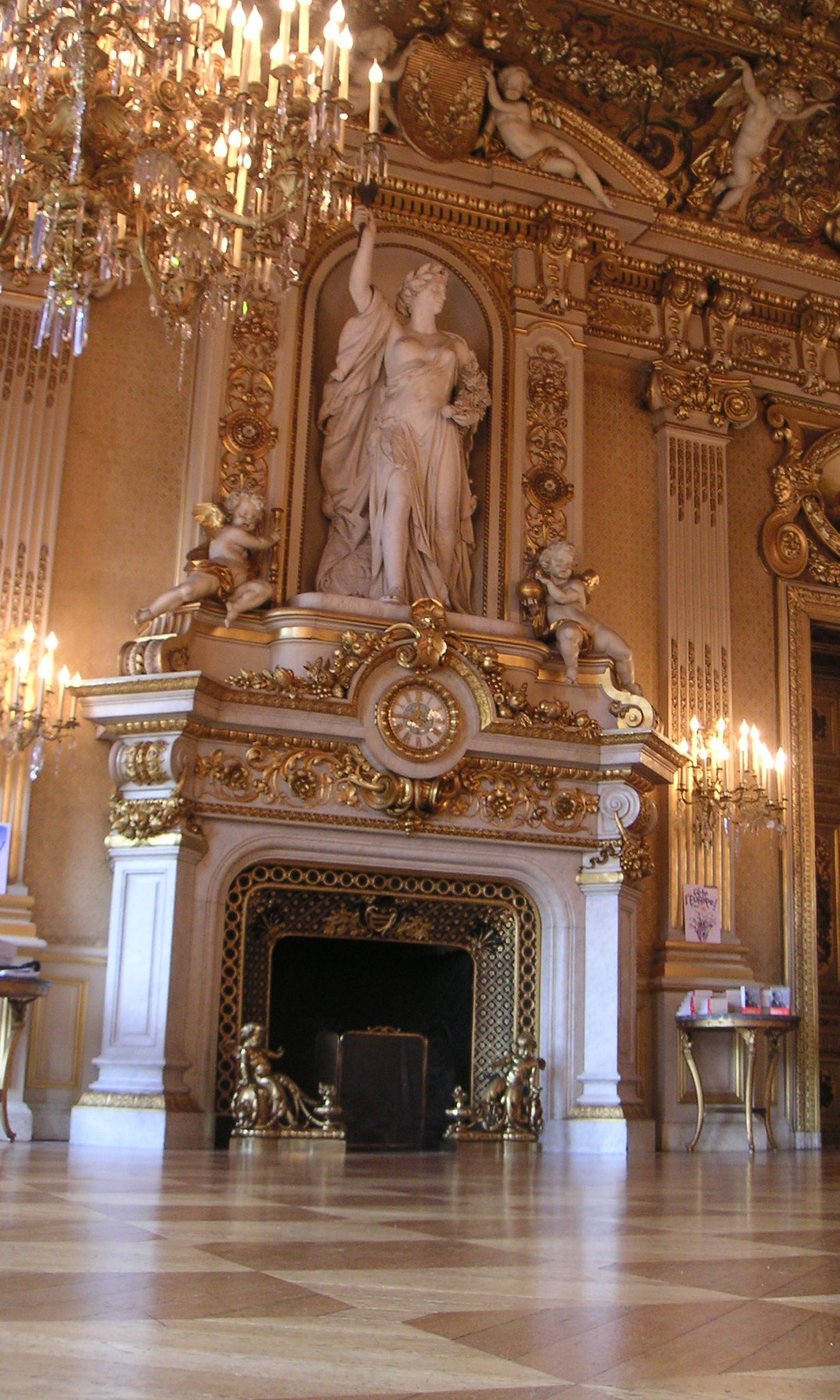
Salón del Reloj, donde Schuman pronunció la célebre declaración que lleva su nombre.

Schuman no disponía de cualidades como orador. Ello no impidió que pronunciase uno de los discursos más trascendentales en la historia europea. El 9 de mayo de 1950, Schuman se dirigió a más de doscientos periodistas para presentar una declaración preparada junto a Jean Monnet (sentado a su derecha durante el discurso), que es considerada como la primera propuesta oficial para la construcción de una Europa integrada y que se conoce a partir de esa fecha como la Declaración Schuman.
Ese día nació la Europa comunitaria, actualmente concretada en la Unión Europea. El plan de Schuman fue la base en la que se asentó la UE, una especie de primera piedra de las instituciones siguientes. En su discurso, Schuman proponía la creación de una comunidad franco-alemana para aprovechar conjuntamente el carbón y el acero de los dos países (en ese momento Alemania producía el doble de acero que Francia) bajo una Alta Autoridad común, independiente de los gobiernos y con poder para imponer sus decisiones. Una vez en funcionamiento, se ampliaría la comunidad a otros países europeos para formar un espacio de libre circulación de personas, mercancías y capital. Este sistema cruzado de intereses evitaría la posibilidad de una nueva guerra. Este proyecto de cooperación europea se presentó solo cinco años después de la capitulación de la Alemania nazi.

#### Comunidades Europeas

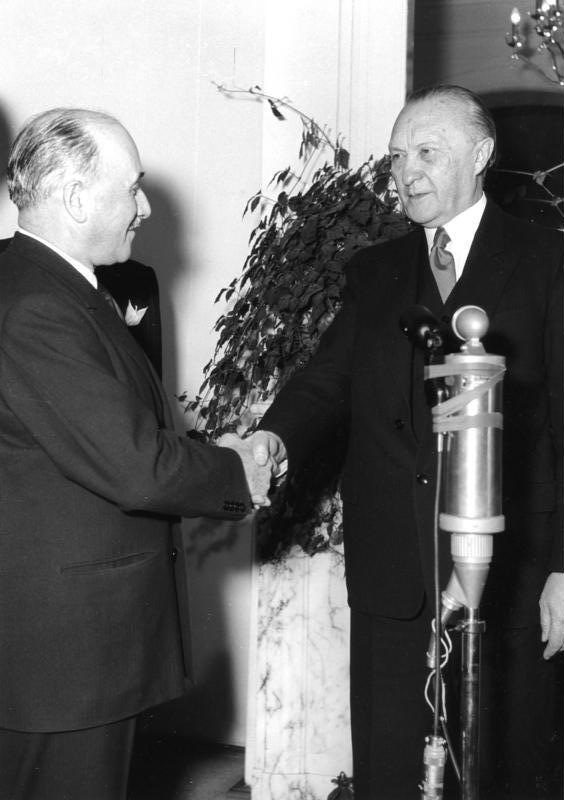
Monnet visitando a Konrad Adenauer en Bonn, diciembre de 1953.

##### Comunidad Europea del Carbón y del Acero
Monnet, gracias a su estrecha colaboración con Robert Schuman fue el verdadero artífice de la creación de la Comunidad Europea del Carbón y del Acero (CECA)), lo que significó mérito suficiente para ser el primer presidente de la Alta Autoridad, tras la firma de su Tratado el 18 de abril de 1951, y su entrada en vigor el 23 de julio de 1952.
Como primer ministro y ministro de Asuntos Exteriores, Schuman contribuyó decisivamente a alejar la política francesa del objetivo gaullista de ocupación o control permanente de partes del territorio alemán como el Ruhr o el Sarre. A pesar de la dura oposición de ultranacionalistas, gaullistas y comunistas, la Asamblea Francesa votó varias resoluciones a favor de su nueva política de integración de Alemania en una comunidad. La Autoridad Internacional del Ruhr cambió en consecuencia.
La Declaración Schuman tenía el objetivo declarado de evitar un mayor antagonismo entre Francia y Alemania
y entre otros Estados europeos abordando la causa fundamental de la guerra mediante el establecimiento de bases comunes para el desarrollo económico. Schuman propuso la formación de la CECA pensando principalmente en Francia y Alemania: "La unión de las naciones de Europa requiere la eliminación de la antigua oposición de Francia y Alemania. Cualquier acción que se emprenda debe afectar en primer lugar a estos dos países." Retratando a las industrias del carbón y del acero como parte integral de la producción de municiones,
Schuman propuso que la unión de estas dos industrias a través de Francia y Alemania bajo un innovador sistema supranacional (que también incluía una agencia europea anticártel) "haría que la guerra entre Francia y Alemania [...] no sólo fuera impensable, sino materialmente imposible".
Tras la Declaración Schuman de mayo de 1950, el 20 de junio de 1950 comenzaron las negociaciones sobre lo que se convertiría en el Tratado de París (1951).: 209  El objetivo del tratado era crear un mercado único en las industrias del carbón y el acero de los Estados miembros.  Debían suprimirse los derechos de aduana, las subvenciones y las prácticas discriminatorias y restrictivas.: 210   El mercado único debía estar supervisado por una Alta Autoridad, con competencias para hacer frente a situaciones extremas de escasez de oferta o demanda, gravar impuestos y elaborar previsiones de producción como directrices para la inversión.: 210 
Una cuestión clave en las negociaciones para el tratado fue la ruptura de las excesivas concentraciones en las industrias del carbón y el acero del Ruhr, donde los Konzerne, o trusts, habían sustentado el poder militar del antiguo Reich.: 351  Los alemanes consideraban la concentración de carbón y acero una de las bases de su eficacia económica, y un derecho.   Los barones del acero eran un grupo de presión formidable porque encarnaban una tradición nacional.: 216 
Estados Unidos no participó oficialmente en las negociaciones del tratado, pero fue una fuerza importante entre bastidores.: 212   El Alto Comisionado de EE. UU. para la Alemania Ocupada, John McCloy, era partidario de la descartelización y su principal asesor en Alemania era un abogado antimonopolio de Harvard, Robert Bowie.: 213  Se pidió a Bowie que redactara artículos antimonopolio, y los textos de los dos artículos que preparó (sobre cárteles y abuso de poder monopolístico) se convirtieron en la base del régimen de política de competencia del tratado.: 213   Además, Raymond Vernon (de fama posterior por sus estudios sobre política industrial en la universidad de Harvard) pasaba cada cláusula de los sucesivos borradores del tratado bajo su microscopio en las entrañas del Departamento de Estado.  Subrayó la importancia de que el proyectado mercado común estuviera libre de prácticas restrictivas.: 212 
Los estadounidenses insistieron en que el monopolio alemán de venta de carbón, el Deutscher Kohlenverkauf (DKV), perdiera su monopolio, y que las industrias siderúrgicas dejaran de ser propietarias de las minas de carbón.{rp|351}}  Se acordó que la DKV se dividiría en cuatro agencias de ventas independientes.  La empresa siderúrgica Vereinigte Stahlwerke se dividiría en trece empresas, y Krupp en dos.: 218  Diez años después de las negociaciones Schuman, un funcionario del Departamento de Estado de EE. UU. señaló que, si bien los artículos finalmente acordados eran más cualificados de lo que los funcionarios estadounidenses en contacto con las negociaciones hubieran deseado, eran "casi revolucionarios" en términos del enfoque europeo tradicional de estas industrias básicas.: 215 
En Alemania Occidental, Karl Arnold, ministro presidente de Renania del Norte-Westfalia, el estado que incluía la cuenca productora de carbón y acero Ruhr, fue inicialmente portavoz de los asuntos exteriores alemanes. Pronunció varios discursos y emisiones sobre una comunidad supranacional del carbón y el acero al mismo tiempo que Robert Schuman empezaba a proponer esta Comunidad en 1948 y 1949. El Partido Socialdemócrata de Alemania (en alemán: Sozialdemokratische Partei Deutschlands, SPD), a pesar del apoyo de los sindicatos y otros socialistas europeos, decidió que se opondría al plan Schuman. Dejando a un lado la desconfianza personal de Kurt Schumacher hacia Francia, el capitalismo y Konrad Adenauer, afirmaba que centrarse en la integración con una "Pequeña Europa de los Seis" anularía el objetivo primordial del SPD de la reunificación alemana y, por tanto, potenciaría los movimientos ultranacionalistas y comunistas en los países democráticos. También pensaba que la CECA acabaría con cualquier esperanza de nacionalizar la industria siderúrgica y encerraría en una Europa de "cárteles, clérigos y conservadores". Los miembros más jóvenes del partido,  como Carlo Schmid, estaban, sin embargo, a favor de la Comunidad y señalaban el largo apoyo socialista a la idea supranacional.
En Francia, Schuman había obtenido un fuerte apoyo político e intelectual de todos los sectores de la nación y de muchos partidos no comunistas. Entre ellos destacan su colega ministerial André Philip, el presidente de la Comisión de Relaciones Exteriores Edouard Bonnefous y el ex primer ministro Paul Reynaud. Los proyectos de una autoridad del carbón y el acero y otras comunidades supranacionales se formularon en subcomités especializados del Consejo de Europa en el periodo anterior a que se convirtiera en política gubernamental francesa. Charles de Gaulle, entonces fuera del poder, había sido uno de los primeros partidarios de los "vínculos" entre economías, en términos franceses, y había hablado en 1945 de una "confederación europea" que explotaría los recursos del Ruhr. Sin embargo, se opuso a la CECA como una faux (falsa) puesta en común ("le pool, ce faux semblant") porque la consideraba un insatisfactorio "enfoque fragmentario" de la unidad europea y porque consideraba que el gobierno francés era "demasiado débil" para dominar la CECA como él creía conveniente.   De Gaulle también consideraba que la CECA tenía un mandato supranacional insuficiente porque su Asamblea no había sido ratificada por un referéndum europeo y no aceptaba la afirmación de Raymond Aron de que la CECA pretendía ser un movimiento para alejarse de la dominación de Estados Unidos. En consecuencia, de Gaulle y sus seguidores de la RPF votaron en contra de la ratificación en la cámara baja del Parlamento francés.
A pesar de estos ataques y de los de la extrema izquierda, la CECA encontró un importante apoyo público. Obtuvo una amplia mayoría de votos en las once cámaras de los parlamentos de los Seis, así como la aprobación de las asociaciones y de la opinión pública europea. En 1950, muchos pensaban que otra guerra era inevitable. Sin embargo, los intereses del acero y el carbón se opusieron rotundamente. El Consejo de Europa, creado a propuesta del primer gobierno de Schuman en mayo de 1948, ayudó a articular la opinión pública europea y dio un apoyo positivo a la idea comunitaria. El primer ministro del Reino Unido Clement Attlee se opuso a que Gran Bretaña se uniera a la Comunidad Europea del Carbón y del Acero propuesta, afirmando que "no aceptaría que la economía [del Reino Unido] se entregara a una autoridad que es totalmente antidemocrática y que no es responsable ante nadie".
El Tratado de París de 100 artículos, por el que se creó la CECA, fue firmado el 18 de abril de 1951 por "los seis interiores": Francia, Alemania Occidental, Italia, Bélgica, Países Bajos y Luxemburgo. La CECA se basaba en principios supranacionales y, mediante el establecimiento de un mercado común del carbón y el acero, pretendía expandir la economía, aumentar el empleo y elevar el nivel de vida en la Comunidad. El mercado debía también racionalizar progresivamente la distribución de la producción, garantizando al mismo tiempo la estabilidad y el empleo. El mercado común del carbón se abrió el 10 de febrero de 1953 y el del acero el 1 de mayo de 1953. Al entrar en vigor, la CECA sustituyó a la Autoridad Internacional del Ruhr.
El 11 de agosto de 1952, Estados Unidos fue el primer país no miembro de la CECA que reconoció a la Comunidad y declaró que a partir de entonces trataría con la CECA asuntos relacionados con el carbón y el acero, estableciendo su delegación en Bruselas. Monnet respondió eligiendo Washington D. C. como sede de la primera presencia exterior de la CECA. El titular del primer boletín de la delegación rezaba "Hacia un Gobierno Federal de Europa".
Seis años después del Tratado de París, los seis miembros de la CECA firmaron los Tratados de Roma, por los que se crearon la Comunidad Económica Europea (CEE) y la Comunidad Europea de la Energía Atómica (CEEA o Euratom). Estas Comunidades se basaron, con algunos ajustes, en la CECA. Los Tratados de Roma debían estar en vigor indefinidamente, a diferencia del Tratado de París, que debía durar un periodo renovable de cincuenta años. Estas dos nuevas Comunidades trabajaron en la creación de una unión aduanera y una comunidad de energía nuclear respectivamente.
A pesar de ser entidades jurídicas separadas, la CECA, la CEE y Euratom compartieron inicialmente el Asamblea Común y el Tribunal de Justicia de las Comunidades Europeas, aunque el Consejos y la Alta Autoridad/Comisiones permanecieron separados. Para evitar duplicidades, el Tratado de fusión fusionó estos órganos separados de la CECA y Euratom con la CEE. Posteriormente, la CEE se convirtió en uno de los tres pilares de la actual Unión Europea.
El Tratado de París se modificó con frecuencia a medida que la CE y la UE evolucionaban y se expandía. Como el Tratado expiraba en 2002, a principios de la década de 1990 se inició un debate sobre qué hacer con él. Finalmente se decidió dejarlo expirar. Los ámbitos cubiertos por el tratado de la CECA se transfirieron al Tratado de Roma y los cabos financieros sueltos y el fondo de investigación de la CECA se trataron mediante un protocolo del Tratado de Niza.  El Tratado expiró finalmente el 23 de julio de 2002.
La CECA se extinguió en 2002 una vez cumplido el periodo de vigencia, 50 años desde su firma, y sus funciones y competencias quedaron integradas en la Comunidad Europea, germen de la actual Unión Europea, constituida en 1993 mediante el Tratado de Maastricht. El 23 de julio del 2002 la bandera de la CECA fue arriada por última vez frente a la Comisión Europea en Bruselas y sustituida por la Bandera de la UE. 
Desde su fundación tras el Tratado de París de 1951, la CECA fue decisiva para la historia de la integración europea. Siendo la «semilla» de la actual Unión Europea (UE), pasó sin embargo sobre conflictos y presiones de toda clase por parte de corrientes opuestas que contrastan con las que han buscado una Europa federal. Los seis países miembros iniciales actuaron al margen de los que notablemente quedaron fuera de ella, como España (sumida en la autarquía), el Reino Unido y Suiza. Estos dos últimos países siempre han sido poco dados a ceder a las iniciativas de los miembros fundadores, y aún en la Europa actual son fuerzas más independientes.

##### Comunidad Europea de Defensa
La segunda parte del plan ideado por Monnet iba más lejos en la integración y la unidad política: la Comunidad Europea de Defensa (CED). El veto del Parlamento francés en 1954 supuso el primer fracaso importante en el proceso de unidad y por ello Monnet presentó su dimisión de la Alta Autoridad de la CECA.
La Comunidad, propuesta en 1950 por el jefe de gobierno francés René Pleven con el apoyo de Jean Monnet y también de Robert Schuman, preveía la creación de unas fuerzas armadas europeas que excluían la capacidad de sus estados de dotarse -excepto en algunos casos específicos, previstos en el propio Tratado- de ejércitos autónomos al margen de aquella; de esta manera se excluía la posibilidad de una guerra fratricida como había sido la Segunda Guerra Mundial, a la vez que emergía, en el nuevo escenario de una guerra fría, un nuevo bloque que, aún muy ligado a la OTAN, permitiría conllevar una más fácil relación de convivencia con la expansiva Unión Soviética. El plan fue sólidamente impulsado por los Estados Unidos, que veían en él la única manera viable de garantizar la seguridad en Europa sin necesidad de desplegar allí sus propias tropas, todo ello sin perder su influencia en el continente.

## Últimos años y fallecimiento

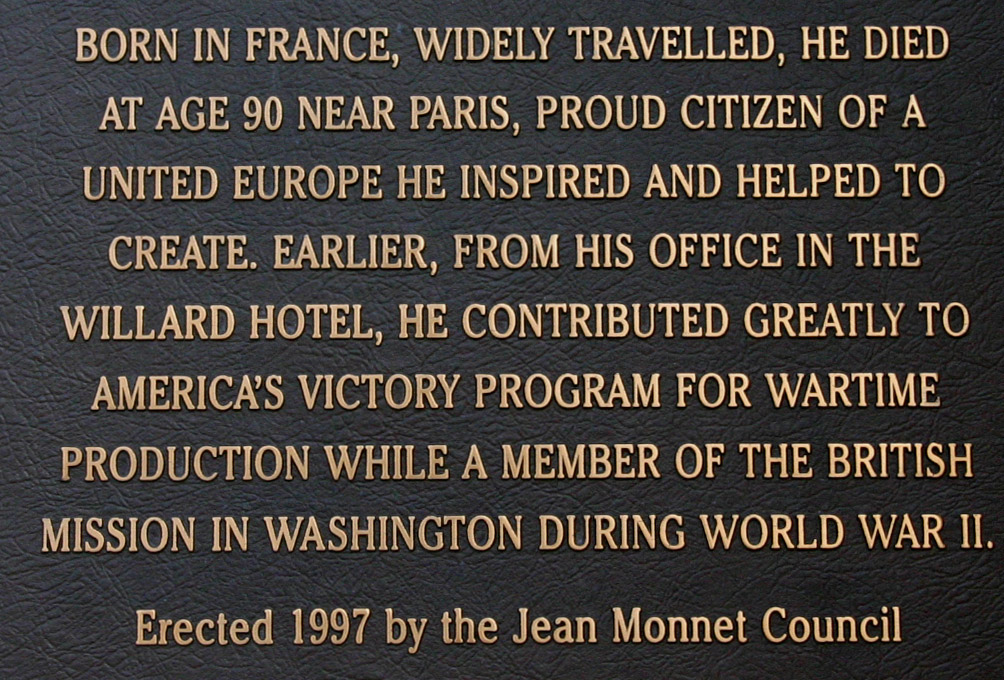
Placa Homenaje del Jean Monnet Council.

El Consejo Europeo de Luxemburgo, dio a Jean Monnet el título de "Ciudadano de honor de Europa" en 1976 y fue galardonado con el premio Robert Schuman por sus servicios a la causa de Europa.
Monnet falleció en su residencia de las afueras de París por complicaciones derivadas de un proceso bronquial. Inicialmente fue enterrado en la localidad de Bazoches-sur-Guyonne, al oeste de la capital del país.
El presidente francés François Mitterrand hizo trasladar sus restos mortales al Panteón de París en 1988.

## Homenajes

### Programa Jean Monnet
Las acciones Jean Monnet son la parte de Erasmus+ dedicada a impulsar en todo el mundo la excelencia de la educación superior en los estudios con temática de la UE. Su objetivo es construir puentes entre universidades, investigadores y políticos de la UE. Su prioridad es el estudio y la investigación en el ámbito de la integración de la UE y comprender el lugar de Europa en un mundo globalizado. Las acciones Jean Monnet se organizan y se aplican a través de los establecimientos de educación superior, pero si usted es un particular que trabaja en un establecimiento de este tipo, puede estar interesado en descubrir las diferentes oportunidades que le ofrecen.
Cátedra Jean Monnet